# Демезон, Луи
Луи́ Демезо́н (фр. Louis Demaison, 5 ноября 1852, Реймс — 5 мая 1937, Париж) — французский историк, археолог и архивист.
Луи Демезон родился в Реймсе в 1852 году. Обучался в Практической школе высших исследований. В 1876 году окончил Национальную школу хартий. С 1876 по 1913 год работал архивистом города Реймса. Был членом различных научных сообществ, в том числе Французского археологического общества и Академии надписей и изящной словесности.
Известен как автор многочисленных публикаций об истории Реймса и архитектуры Реймса и Шампани со времён античности до современности. Основная сфера его интересов — средневековая готическая архитектура. Ряд публикаций Демезона посвящён Реймсскому собору. Ему, в частности, принадлежит заслуга определения и датировки этапов строительства, а также имён зодчих, возглавлявших каждый этап. До него в исторической и искусствоведческой литературе господствовало представление о том, что автором проекта и первым архитектором собора был Робер де Куси. Демезон показал историческую несостоятельность этой версии и убедительно показал, что первым зодчим Реймсского собора следует считать Жана д’Орбе.